# It Never Entered My Mind
It Never Entered My Mind è un celebre brano jazz composto nel 1940 da Richard Rodgers, con testo di Lorenz Hart.

## Storia
Il brano venne presentato nel musical di Rodgers & Hart Higher and Higher a Broadway nel 1940, in cui veniva eseguita da Shirley Ross. È stata resa celebre da Frank Sinatra, che la incise nel 1947 e la incluse nell'album Frankly Sentimental del 1949.

## Versioni
- Frank Sinatra - Frankly Sentimental (1949) - In the Wee Small Hours (1955) - She Shot Me Down (1981)
- Julie London - Julie Is Her Name (1955)
- Miles Davis - Workin' with the Miles Davis Quintet (1956)
- Ella Fitzgerald - Ella Fitzgerald Sings the Rodgers & Hart Songbook (1956)
- Bud Powell - Bud Powell's Moods (1956)
- Coleman Hawkins e Ben Webster - Coleman Hawkins Encounters Ben Webster (1957)
- Sarah Vaughan - Sarah Vaughan Sings Broadway: Great Songs from Hit Shows (1958)
- Jeri Southern - Southern Hospitality (1958)
- Chet Baker - Chet (1959)
- Barbara Cook - Barbara Cook Sings "From the Heart" (1959)
- Joni James - 100 Strings and Joni (1959)
- Anita O'Day - Anita O'Day and Billy May Swing Rodgers and Hart (1960)
- Stan Getz - Cool Velvet (1960)
- Chris Connor e Maynard Ferguson - Double Exposure (1961) - Warm Cool: The Atlantic Years (2000)
- June Christy - The Intimate Miss Christy (1963)
- Rosemary Clooney - Love (1963)
- Johnny Hartman - The Voice That Is! (1964)
- Jack Jones - Where Love Has Gone (1964)
- Leontyne Price - Right as the Rain (1967)
- Oscar Peterson - Another Day (1972)
- Jackie McLean e Great Jazz Trio - New Wine in Old Bottles (1978)
- Keith Jarrett - Standards (1983)
- Linda Ronstadt e Nelson Riddle - Lush Life (1984)
- Larry Coryell - Comin' Home (1984)
- Susannah McCorkle - Ballad Essentials (2002)
- Mark Murphy - Once to Every Heart (2005)
- Chris Botti - Italia (2007)

È inoltre presente nei film Lenny di Bob Fosse del 1974 e Se scappi, ti sposo di Garry Marshall del 1999.